# Tom Dugan (acteur, 1889-1955)
Pour les articles homonymes, voir Dugan et Tom Dugan.
Ne pas confondre avec : Tom Dugan (en)  (né en 1961), acteur américain ; Tom Duggan (1915-1969), acteur américain ; Tommy Duggan (1909-1998), acteur irlandais.

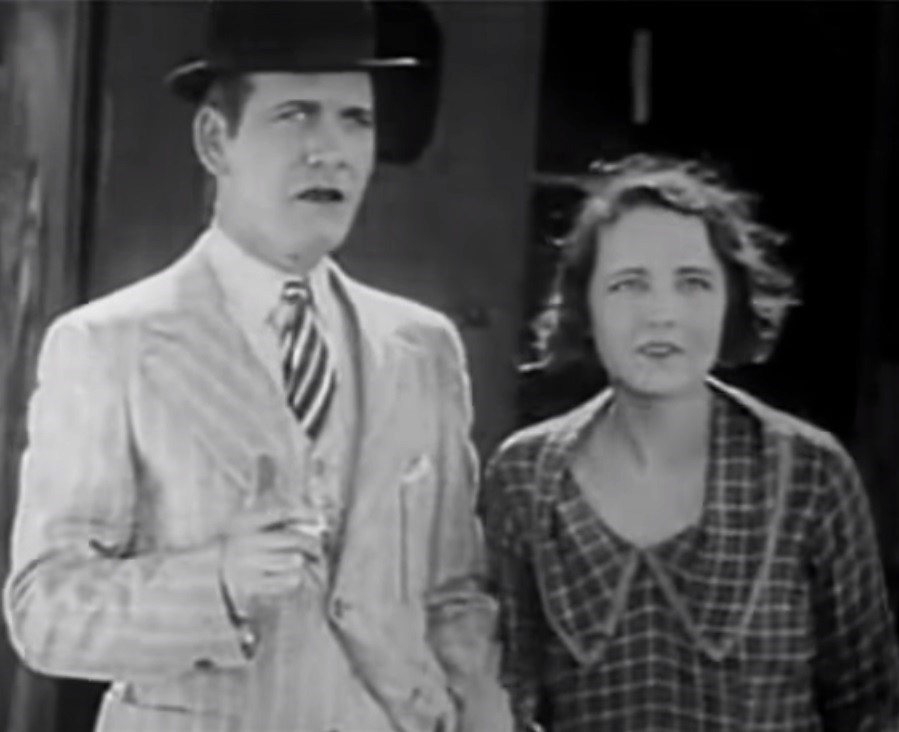
Avec Betty Bronson, dans The Medicine Man (1930)

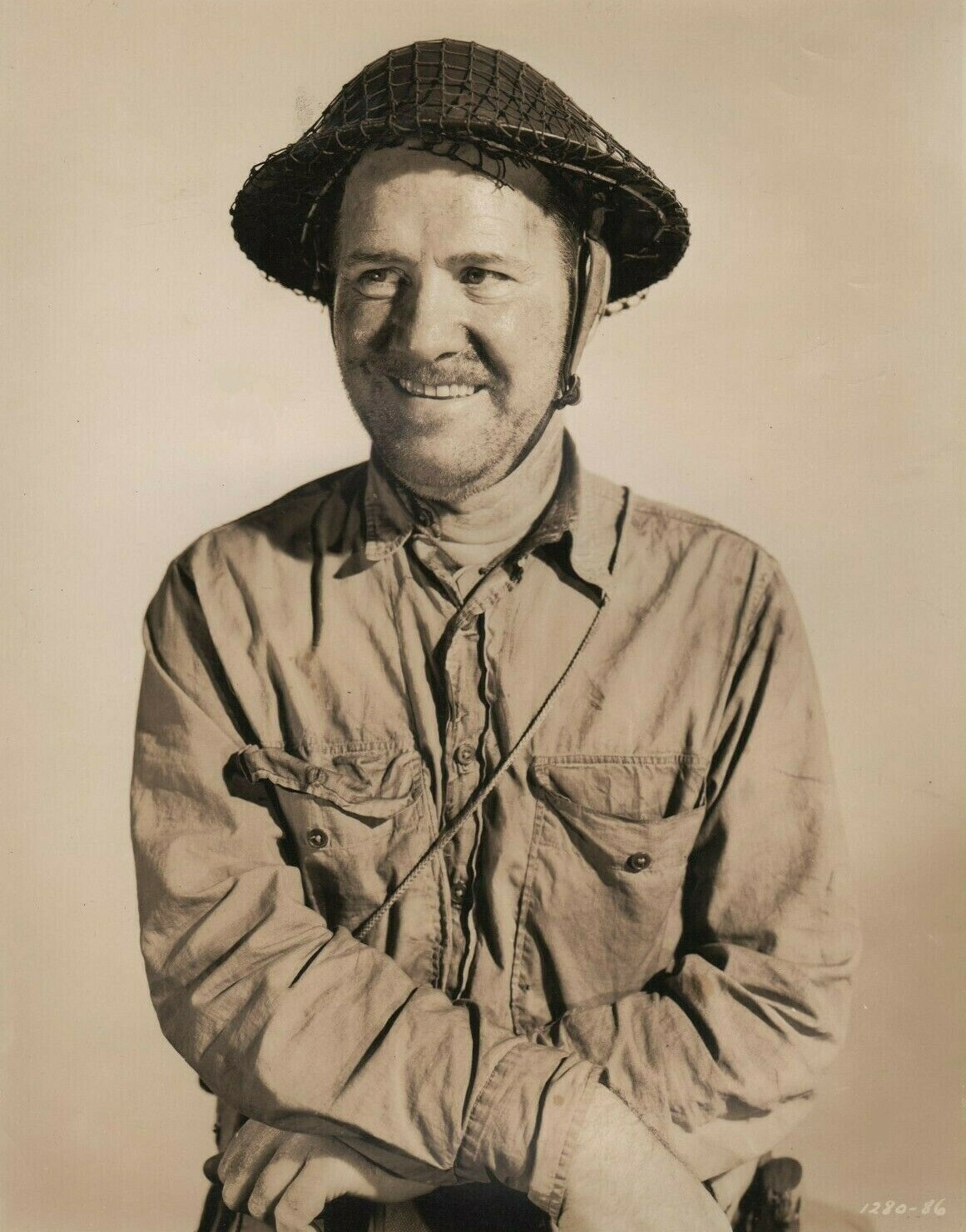
Dans Bataan (1943)

Thomas J. « Tom » Dugan, né le 1er janvier 1889 à Dublin (Irlande) et mort le 7 mars 1955 à Redlands (Californie), est un acteur américain d'origine irlandaise (parfois crédité Tommy Dugan).

## Biographie
Né à Dublin et émigré dans sa jeunesse aux États-Unis (obtenant la citoyenneté américaine), Tom Dugan y contribue comme acteur de cinéma à deux-cent-soixante-quatre films américains dès la période du muet, les six premiers sortis en 1927 (dont le court métrage The Way of All Pants de Leo McCarey et F. Richard Jones, avec Charley Chase et Edna Marion).
Parmi ses films notables (comme second rôle, parfois non crédité), mentionnons The Barker de George Fitzmaurice (1928, avec Milton Sills et Dorothy Mackaill), Docteur X de Michael Curtiz (1932, avec Lionel Atwill et Fay Wray), Sa femme et sa secrétaire de Clarence Brown (1936, avec Clark Gable et Jean Harlow), Jeux dangereux d'Ernst Lubitsch (1942, avec Carole Lombard et Jack Benny) et Match d'amour de Busby Berkeley (1949, avec Gene Kelly et Frank Sinatra). Son dernier film sort en 1955.
À la télévision américaine, il apparaît dans huit séries à partir de 1952, dont Topper (un épisode, 1954) et Studio 57, la dernière (un épisode, 1955).
Cette même année 1955, Tom Dugan meurt dans un accident de la route, à 66 ans.

## Filmographie partielle

### Cinéma
- 1927 : The Way of All Pants de Leo McCarey et F. Richard Jones (court métrage) : le détective
- 1928 : Forains (The Barker) de George Fitzmaurice : le bègue
- 1928 : Taxi de minuit (The Midnight City) de John G. Adolfi : Al Corvini
- 1928 : Soft Living de James Tinling : le nouvel employé
- 1928 : Dressed to Kill d'Irving Cummings
- 1929 : Hearts in Exile de Michael Curtiz : l'ordonnance
- 1929 : Drag de Frank Lloyd : Charlie Parker
- 1929 : Papillons de nuit (Broadway Babies) de Mervyn LeRoy : Scotty
- 1929 : Sonny Boy d'Archie Mayo
- 1930 : The Phantom of the West de D. Ross Lederman (serial) : Oscar
- 1930 : The Medicine Man de Scott Pembroke : Charley
- 1930 : The Bad One de George Fitzmaurice : un marin
- 1931 : The Vanishing Legion de B. Reeves Eason et Ford Beebe (serial) : le directeur Warren
- 1932 : Docteur X (Doctor X) de Michael Curtiz : un policier
- 1932 : Big City Blues de Mervyn LeRoy : Red, le chauffeur de taxi
- 1934 : The President Vanishes de William A. Wellman
- 1934 : Palooka de Benjamin Stoloff
- 1935 : Impétueuse Jeunesse (Ah, Wilderness!) de Clarence Brown : George, le barman
- 1935 : Chronique mondaine (After Office Hours) de Robert Z. Leonard : un policier à moto
- 1935 : The Affair of Susan de Kurt Neumann
- 1935 : Aller et Retour (The Gilded Lily) de Wesley Ruggles : le clochard sur un banc du parc
- 1935 : Cinquante mille dollars morte ou vive (Three Kids and a Queen) d'Edward Ludwig
- 1936 : La Chanson à deux sous (Pennies from Heaven) de Norman Z. McLeod : Crowbar Miller
- 1936 : Sa femme et sa secrétaire (Wife vs. Secretary) de Clarence Brown : Finney
- 1937 : On demande une étoile (Pick a Star) d'Edward Ludwig : Dimitri Hogan
- 1937 : La Folle Confession (True Confession) de Wesley Ruggles : McDougall
- 1938 : Rêves de jeunesse (Four Daughters) de Michael Curtiz : Jake
- 1938 : Ah ! Quelle femme ! (There's That Woman Again) d'Alexander Hall : Flannigan
- 1939 : Le Roi des reporters (The Housekeeper's Daughter) d'Hal Roach : le premier gangster
- 1939 : L'Empreinte du loup solitaire (The Lone Wolf Spy Hunt) de Peter Godfrey : Sergent Devan
- 1939 : La Maison de l'épouvante (The House of Fear) de Joe May : Mike
- 1939 : Filles courageuses (Daughters Courageous) de Michael Curtiz : Joe
- 1939 : Million Dollar Legs de Nick Grinde : un parieur avec Freddie
- 1940 : Trop de maris (Too Many Husbands) de Wesley Ruggles : Lieutenant Sullivan
- 1940 : Johnny Apollo d'Henry Hathaway : le prisonnier Tom Dugan
- 1940 : The Boys from Syracuse d'A. Edward Sutherland : Octavius
- 1940 : Le Mystère du château maudit (The Ghost Breakers) de George Marshall : Raspy Kelly
- 1940 : Le Régiment des bagarreurs (The Fighting 69th) de William Keighley
- 1941 : Power Dive de James Patrick Hogan : le serveur
- 1941 : Ellery Queen's Penthouse Mystery de James Patrick Hogan
- 1942 : To Be or Not to Be d'Ernst Lubitsch : Bronski, l'acteur grimé en Hitler
- 1942 : The Bugle Sounds de S. Sylvan Simon
- 1942 : Grand Central Murder de S. Sylvan Simon : Eric Schnelly the Mooch Schneller
- 1942 : Les Chevaliers du ciel (Captains of the Clouds) de Michael Curtiz : un barman
- 1942 : Ce que femme veut (Orchestra Wives) d'Archie Mayo : le chauffeur de bus
- 1943 : Bataan de Tay Garnett : Sam Malloy
- 1945 : L'introuvable rentre chez lui (The Thin Man Goes Home) de Richard Thorpe : Studs Lonnegan
- 1945 : Deanna mène l'enquête (Lady on a Train) de Charles David : le policier Turnkey
- 1946 : Ève éternelle (Easy to Wed) d'Edward Buzzell : un serveur au Local 950
- 1946 : The Hoodlum Saint de Norman Taurog : Buggsy
- 1946 : Les Plus Belles Années de notre vie (The Best Years of Our Lives) de William Wyler : un portier
- 1946 : Bringing Up Father d'Edward F. Cline : le transporteur
- 1947 : Les Magiciens du swing (The Fabulous Dorseys) d'Alfred E. Green : un serveur
- 1947 : Vive l'amour (Good News) de Charles Walters : Pooch
- 1947 : The Pilgrim Lady de Lesley Selander : l'ouvrier
- 1949 : Un jour à New York (On the Town) de Stanley Donen : Tracy, policier de la voiture 44
- 1949 : Match d'amour (Take Me Out to the Ball Game) de Busby Berkeley : Slappy Burke
- 1951 : Le Môme boule-de-gomme (The Lemon Drop Kid) de Sidney Lanfield et Frank Tashlin : No Thumbs Charlie
- 1953 : Filles dans la nuit (Girls in the Night) de Jack Arnold : Clancy

### Télévision
(séries)
- 1954 : Topper, saison 2, épisode 11 Topper's Accident de Lew Landers : Woodhead
- 1955 : Studio 57, saison 1, épisode 32 The Black Sheep's Daughter : Baron Scarborough